# Східно-Новоселівське нафтогазоконденсатне родовище
Східно-Новоселівське нафтогазоконденсатне родовище — належить до Руденківсько-Пролетарського нафтогазоносного району Східного нафтогазоносного регіону України.

## Опис
Розташоване в Дніпропетровській області на відстані 18 км від смт. Магдалинівка.
Знаходиться в південній прибортовій зоні Дніпровсько-Донецької западини в межах Зачепилівсько-Левенцівського валу.
Підняття виявлене в 1965-67 рр. У нижньокам'яновугільних відкладах структура являє собою асиметричну брахіантикліналь, витягнуту вздовж крайового розлому. Кулісоподібно через неглибокий прогин на півн. заході вона з'єднується з Новоселівською, а на півд. сході — з Пролетарською структурами. Розміри складки 3,8х1,2 м, амплітуда близько 60 м. Перший промисл. приплив газу отримано з башкирських відкладів з інт. 1430—1445 м у 1970 р.
Поклади пов'язані з пластовими, склепінчастими, тектонічно екранованими та літологічно обмеженими пастками.
Експлуатується з 1975 р. Режим покладів пружноводонапірний. Запаси початкові видобувні категорій А+В+С1: нафти — 28 тис. т; розчиненого газу — 5 млн. м³; газу — 5905 млн. м³; конденсату — 345 тис. т. Густина дегазованої нафти 830 кг/м³. Вміст сірки у нафті 0,068 мас.%.